# Braude (cratère)
Pour les articles homonymes, voir Braude.
Braude est un petit cratère lunaire situé sur la face cachée de la Lune. Il a été nommé d'après l'astronome et physicien ukrainien Semion Braude (1911 - 2003).